# Papillon (1973)
Papillon (Nederlands: vlinder) is een Frans-Amerikaanse avonturenfilm uit 1973 waarvan het script deels gebaseerd was op de gelijknamige roman van Henri Charrière uit 1968.
De naam van de film verwijst naar de tatoeage van een vlinder die de hoofdpersoon Henri "Papillon" Charrière op zijn borst heeft.
De film is geregisseerd door Franklin J. Schaffner. Aan het script werd kort voor zijn dood ook meegewerkt door Dalton Trumbo. Hoofdrollen waren er voor Steve McQueen als Papillon, Dustin Hoffman als Dega en Victor Jory voor een indianenopperhoofd van een stam die Papillon na zijn eerste ontsnappingspoging gastvrijheid verleent. In 2017 kwam er een remake uit, geregisseerd door de Deense regisseur Michael Noer met hoofdrollen voor Charlie Hunnam (Henri "Papillon" Charrière) en Rami Malek (Louis Dega).

## Verhaal
De film vertelt het verhaal van een wegens moord veroordeeld persoon die een levenslange gevangenisstraf krijgt opgelegd in Frans-Guyana, Saint-Laurent-du-Maroni en het beruchte Duivelseiland (Île du Diable). Zelf houdt hij vol onschuldig te zijn, maar de betreffende feiten komen in de avontuurlijke film niet aan de orde. Centraal staat zijn vastberaden besluit te zullen ontsnappen, maar zijn eerste poging mislukt. Als straf wordt hij naar een gevangenis verplaatst waaruit nog nooit iemand ontsnapt is en waar het bestaan vele ontberingen kent.

## Rolverdeling
| Acteur           | Personage                    |
| ---------------- | ---------------------------- |
| Steve McQueen    | Henri Charrière aka Papillon |
| Dustin Hoffman   | Louis Dega                   |
| Victor Jory      | Indiaanse baas               |
| Don Gordon       | Julot                        |
| Anthony Zerbe    | leider leprakamp             |
| Robert Deman     | André Maturette              |
| Woodrow Parfrey  | Clusiot                      |
| Bill Mumy        | Lariot                       |
| George Coulouris | Dr. Chatal                   |
| Ratna Assan      | Zoraima                      |
| William Smithers | bewaker Barrot               |
| Val Avery        | Pascal                       |
| Gregory Sierra   | Antonio                      |
| Ron Soble        | Santini                      |

## Muziek
De filmmuziek werd gecomponeerd door Jerry Goldsmith.